# Ріалб (річка)
Ріалб (Rialb) — річка, притока, яка бере початок у південній частині міста Бойшольс, у Піренеях і в муніципалітеті Абелла-де-ла-Конка, і перетинає Коль-де-Нарго та Баронія-де-Ріальп, у провінції Леріда перед впадінням у Сегре, притоку Ебро.
Він утворюється в результаті злиття двох інших річок: Коллель, яка стікає зі схилів Сьєрра-де-Карреу, і Пухальс, яка тече у східній частині Сьєрра-де-Буморт.
Термін «Rialb» походить від rivus albus (переклад якого на іспанську буде «біла ріка»). Фактично, вираз «río Rialb» був би зайвим, але це стало можливим завдяки втраті усвідомлення того, що перший склад слова означає «річка».